# Antifaschistische Informations-, Dokumentations- und Archivstelle München
Die Antifaschistische Informations-, Dokumentations- und Archivstelle München e. V. (a.i.d.a.) ist eine nichtstaatliche Organisation, die sich gegen Rechtsextremismus einsetzt. Der Verein sammelt und archiviert seit 1990 die Aktivitäten der extremen Rechten und aus der antifaschistischen Arbeit. Diese Informationen werden aufbereitet und der Presse und Öffentlichkeit zur Verfügung gestellt. Seine Arbeit wurde zum Kristallisationspunkt zahlreicher, teils halbstaatlicher Initiativen, die sich gegen rechte Umtriebe engagieren: Fachinformationsstelle Rechtsextremismus (Firm), die Fachstelle für Demokratie im Rathaus; der Verein Before, und bundesweit NSU-Watch.

## Geschichte
Der 1989 gegründete Verein wurde 1990 ins Vereinsregister eingetragen. Das jahrelang nahezu unbeachtet arbeitende Archiv und seine Mitarbeiter werden von der rechtsextremen Szene in Bayern angefeindet. Am 13. Juni 2008 fand ein Aufzug der neonazistischen „Freien Nationalisten München“ um Philipp Hasselbach statt unter dem Motto Linksextreme Strukturen erkennen – a.i.d.a.-Archiv verbieten! Im Juli 2008 dokumentierte ein a.i.d.a.-Mitarbeiter beim Begräbnis Friedhelm Busses die Niederlegung einer Hakenkreuzfahne und wurde daraufhin schwer verprügelt.
Größere mediale Aufmerksamkeit erfuhr der Verein ab 2008. Auf Betreiben des bayerischen Innenministeriums unter Joachim Herrmann erteilte das Kultusministerium die Weisung, a.i.d.a. ohne Begründung aus dem bayrischen Landesjugendring auszuschließen, der das Bundesprogramm Kompetent für Demokratie zentral koordiniert. Initiator des Ausschlusses war der bayerische Verfassungsschutz unter Wolfgang Weber. Um den Ausschluss zu rechtfertigen, wurde es im März 2009 in den Verfassungsschutzbericht für das Jahr 2008 in der neu geschaffenen Kategorie „Sonstige Linksextremisten“ aufgenommen. In der Rede anlässlich der Vorstellung des Verfassungsschutzberichts Bayern 2008 meinte der bayerische Innenminister Joachim Herrmann: „Namentlich die a.i.d.a. versucht verstärkt bei demokratisch initiierten Projekten gegen Rechtsextremismus Fuß zu fassen und hier Einfluss zu gewinnen.“ Mit dem für seine Arbeit mehrfach ausgezeichneten Verein solidarisierten sich daraufhin der Bayerische Jugendring, die Jusos, der Lichterkette e. V., der Kreisjugendring München, der Ausländerbeirat und das Jugendamt in München. SPD und Grüne stellten im Landtag vergeblich Dringlichkeitsanträge auf Rücknahme der Einschätzung. Hermann wehrte Kritik im Innenausschuss mit den Worten ab: „Das ist ein Bericht und kein Fantasieroman“.
Im Januar 2010 wurde a.i.d.a. wegen der Nennung im Verfassungsschutzbericht der Status der Gemeinnützigkeit entzogen. „Aida muss also weiter fast machtlos zuschauen, wie der Staat nach und nach nicht nur die Reputation der Organisation beschädigt, sondern auch ihren Bestand gefährdet“, schrieb die Süddeutsche Zeitung. Am 23. September 2010 ordnete der Bayerische Verwaltungsgerichtshof (VGH) die Schwärzung der Passagen im Bericht 2008 an, da die „etiketthafte[] Bezeichnung ‚linksextremistisch‘“ ein „nicht ansatzweise durch tatsächliche Anhaltspunkte nachvollziehbar belegtes Negativurteil“ und „[d]ie (beabsichtigte) Folge […] die politische und gesellschaftliche Isolierung“ sei. Die Bundesregierung verwies im Dezember 2010 auf das Ermessen des Freistaates, ob das Archiv aufgrund des Eintrags in den bayerischen Verfassungsschutzbericht aus dem bayerischen Beratungsnetzwerk ausgeschlossen werden solle und welche Konsequenzen sich möglicherweise aus dem Gerichtsbeschluss ergeben könnten.
Im März 2010 wurde a.i.d.a. wie in den Jahren zuvor im Verfassungsschutzbericht für das Jahr 2009 aufgeführt. Diese Passagen mussten im Mai 2011 auf Grund der Anordnung des Verwaltungsgerichts München (VG) geschwärzt werden. Dieselbe Anordnung erging am 28. Oktober 2011 für die Erwähnung im Bericht für das Jahr 2010. Das VG fand aber, dass der Verfassungsschutz a.i.d.a. weiter als extremistisch bezeichnen dürfe.
Im Verfassungsschutzbericht für das Jahr 2011 wurde der Verein erneut erwähnt. Im Oktober 2012 verglichen sich a.i.d.a. und das Innenministerium im Verfahren vor dem übergeordneten VGH, dass rückwirkend die Einstufung der a.i.d.a. als „linksextremistisch“ zurückgenommen und künftig nicht mehr im Verfassungsschutzbericht genannt würde. Das Gericht deutete in der mündlichen Verhandlung an, dass das Innenministerium mit seiner Argumentation keinen Erfolg gehabt hätte. Es hatte ernstliche Zweifel an der Richtigkeit der VG-Entscheidung.

## Profil
Ab 1990 sammelte das Archiv Material zu rechtsextremen, rassistischen oder nationalistischen Aktivitäten in Bayern. Dabei entwickelt es vor allem Bildungsmaterialien und themenbezogenen Publikationen und realisiert Bildungsarbeit mit Jugendlichen und Erwachsenen (z. B. in Form von Seminaren, Vorträgen und Informationsveranstaltungen) sowie Veranstaltungen und Seminare, vorrangig für die Zielgruppe Multiplikatoren (Pädagogen). Zudem unterstützt und initiiert es Projekte und Aktivitäten, die mit dem Zweck des Vereins korrespondieren. Der Verein ist eines der bundesweit umfangreichsten Archive zum Thema und gilt als kompetenter und seriöser Informationsgeber zur rechtsextremen Szene in Bayern. Unterlagen des Archivs können in der Fachinformationsstelle gegen Rechtsextremismus München (FIRM) eingesehen werden.  Die gewonnenen Erkenntnisse werden häufig in Medien und politischer Bildung aufgegriffen. Auch Verfassungsschutzbehörden greifen auf die Dokumente zurück.

## Finanzierung
Der Verein finanziert sich durch Spenden. Im Juli 2015 teilte der Münchner Oberbürgermeister Dieter Reiter den damaligen AfD-Stadträten mit, dass das Archiv keine Zuschüsse von der Stadt erhält.

## Auszeichnungen
- 2005 und 2006 Preis Aktiv für Demokratie und Toleranz des Bündnisses für Demokratie und Toleranz
- 2007 Förderpreis Münchner Lichtblicke der Stadt München
- 2011 Josef-Felder-Preis der BayernSPD für Gemeinwohl und Zivilcourage
- 2012 Alternativer Medienpreis, Laudatio Gabriele Hooffacker[25]
- 2013 Sepp-Daxenberger-Preis, verliehen von Bündnis 90/Die Grünen
- 2014 erhält das von a.i.d.a. mitbegründete und u. a. dort angesiedelte Watchblog NSU-Watch den „Alternativen Medienpreis“ (1. Platz der Sparte Internet)